# آس پیک
«آس پیک» (به انگلیسی: Ace of Spades) ترانه‌ای از گروه راک موتورهد است که سال ۱۹۸۰ میلادی در آلبومی به همین نام و همچنین به‌صورت تک‌آهنگ منتشر شد.
آس پیک که شناسه‌ترانهٔ گروه به‌شمار می‌رود، سیزده هفته در جدول تک‌آهنگ‌های بریتانیا قرار داشت و نمونه‌ای از ترانه‌های خشن موفقی شد که سرعت و صلابت را قربانی ملاحظات تجاری نکرده‌اند.
مجلهٔ کیو در سال ۲۰۰۵ آس پیک را در رتبهٔ ۲۷ «۱۰۰ قطعهٔ برتر گیتار» جای داد و وی‌اچ‌وان آن را دهمین ترانهٔ برتر هارد راک تاریخ نامید. آس پیک همچنین در فهرست «۵۰۰ ترانهٔ برتر همهٔ دوران‌ها» که سال ۲۰۱۴ از سوی مجلهٔ ان‌ام‌ئی منتشر شد، رتبهٔ ۱۵۵ را از آنِ خود کرد.